# Мота Сан Ђовани
Мота Сан Ђовани (итал. Motta San Giovanni) је насеље у Италији у округу Ређо ди Калабрија, региону Калабрија.
Према процени из 2011. у насељу је живело 1857 становника. Насеље се налази на надморској висини од 610 м.

## Становништво
Према резултатима пописа становништва 2011. у општини је живело 6.122 становника.
| 1931. | 1936. | 1951. | 1961. | 1971. | 1981. | 1991. | 2001. | 2011. |
| ----- | ----- | ----- | ----- | ----- | ----- | ----- | ----- | ----- |
| 6.139 | 6.334 | 6.643 | 6.561 | 6.669 | 6.786 | 6.592 | 6.449 | 6.122 |